# Richard Reeves (Autor)

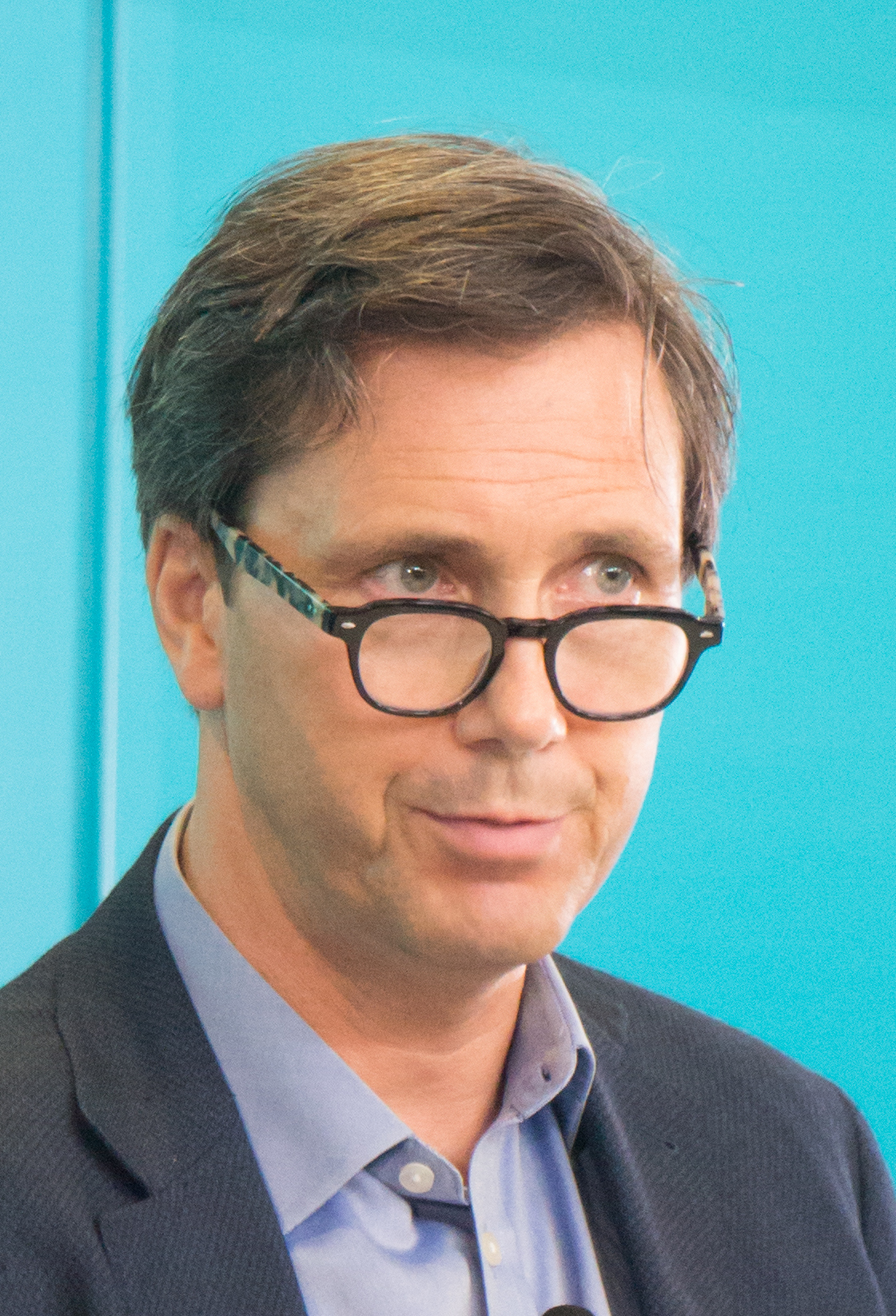
Richard Reeves, 2018

Richard V. Reeves (* 4. Juli 1969 in Peterborough, Vereinigtes Königreich) ist ein anglo-amerikanischer Schriftsteller, Wissenschaftler, Senior Fellow an der Brookings Institution und Präsident des American Institute for Boys and Men.

## Leben
Reeves studierte am Wadham College in Oxford und promovierte an der University of Warwick.
Im Sommer 2010 verließ Reeves die Denkfabrik Demos und wechselte als Sonderberater in das Büro des stellvertretenden Premierministers Nick Clegg, eines Liberaldemokraten. 2012 forderte Reeves die Liberaldemokraten auf, sich für eine radikale Partei der Mitte zu entscheiden, "a hard-driving radical liberal party of the political centre" (eine hart arbeitende radikale liberale Partei der politischen Mitte), und setzte seine Kampagne für den Austritt der Mitte-Links-Liberaldemokraten fort: "Any attempt to position the Liberal Democrats as a party of the centre left after five years of austerity government in partnership with the Conservatives will be laughed out of court by the voters – and rightly so. Anybody who wants a centre-left party will find a perfectly acceptable one in Labour. The Liberal Democrats need centrist voters, "soft Tories", ex-Blairites, greens" (Jeder Versuch, die Liberaldemokraten nach fünf Jahren Austeritätsregierung in Partnerschaft mit den Konservativen als Partei der linken Mitte zu positionieren, wird von den Wählern ausgelacht werden – und das zu Recht. Wer eine Mitte-Links-Partei will, findet in der Labour Party eine durchaus akzeptable Partei. Die Liberaldemokraten brauchen Wähler der Mitte, „weiche Tories“, Ex-Blairiten, Grüne).
Bis 2012 war Reeves Strategiedirektor des stellvertretenden Premierministers Nick Clegg. Zuvor war er Direktor der in London ansässigen Denkfabrik Demos. Reeves war unter anderem Direktor für Zukunftsfragen bei der Work Foundation, einer britischen Non-Profit-Organisation, Gesellschaftsredakteur des Observer, Wirtschaftskorrespondent und Washington-Korrespondent des Guardian und politischer Berater von Frank Field, als dieser Minister für die Reform der Sozialsysteme war.
Reeves ist Direktor der "Future of the Middle Class Initiative" bei Brookings und beschäftigt sich hauptsächlich mit Fragen der Mobilität zwischen den Generationen, Ungleichheit und sozialem Wandel. Im Jahr 2014 veröffentlichte er einen Brookings-Aufsatz mit dem Titel Saving Horatio Alger sowie ein Video, in dem er das Niveau der sozialen Mobilität in den USA anhand von Legosteinen veranschaulichte. Im Mai 2014 trat er in einem Beitrag der Daily Show auf, in dem er satirisch darstellte, wie die Klagen über die Notlage der ärmeren Mitglieder des oberen 1 % von Lösungen für die soziale Mobilität ablenken.
Reeves hat vier Bücher veröffentlicht (Stand Juli 2024), darunter John Stuart Mill: Victorian Firebrand (2007), eine Biografie des britischen liberalen Philosophen und Politikers, Happy Mondays (2002) über Arbeitszufriedenheit und Von Jungen und Männern. Warum der moderne Mann Probleme hat, warum das wichtig ist und was man dagegen tun kann. Zusammen mit John Knell verfasste er The 80 Minute MBA (2009), ein komprimiertes Buch über Unternehmensführung.
Reeves tritt regelmäßig in Radio und Fernsehen als politischer Kommentator auf und schreibt für eine Reihe von Publikationen, darunter The New York Times, The Atlantic, The Guardian und The Observer. Außerdem schreibt er regelmäßig für die Online-Rubrik "Think Tank" des Wall Street Journal. Im Jahr 2005 war er Co-Moderator der vierteiligen BBC2-Serie Making Slough Happy. Er schreibt regelmäßig in britischen Zeitungen und Magazinen über Politik, Wohlbefinden, Arbeit und Charakter. Im Jahr 2008 argumentierte er in The Guardian, dass Sozialliberale sich nicht bei den Liberaldemokraten engagieren sollten, sondern bei der Labour Party.
Im Juni 2017 veröffentlichte Reeves einen weit verbreiteten Meinungsartikel in der New York Times mit dem Titel Stop Pretending You’re Not Rich.
Reeves’ 2017 erschienenes Buch heißt Dream Hoarders: How the American Upper Middle Class Is Leaving Everyone Else in the Dust, Why That Is a Problem, and What to Do about it.